# Olios naturalisticus
Olios naturalisticus là một loài nhện trong họ Sparassidae.
Loài này thuộc chi Olios. Olios naturalisticus được Ralph Vary Chamberlin miêu tả năm 1924.